# Port de Querol
El port de Querol és un coll de muntanya a la comarca dels Ports (País Valencià).
Amb una alçada de 998 metres, travessa la serra de la Vallivana i permet les comunicacions entre les comarques de l'interior nord del País Valencià amb el Baix Maestrat i el corredor costaner. La carretera nacional N-232 ha superat aquest port amb amb un conjunt de revoltes que feien d'aquesta infraestructura molt perillosa a la vegada que necessària per a les comunicacions d'aquesta regió. El 2022 es va inaugurar el pont de la Bota que permetia superar el desnivell i eliminar un total de 68 revoltes.